# Addizione Erculea

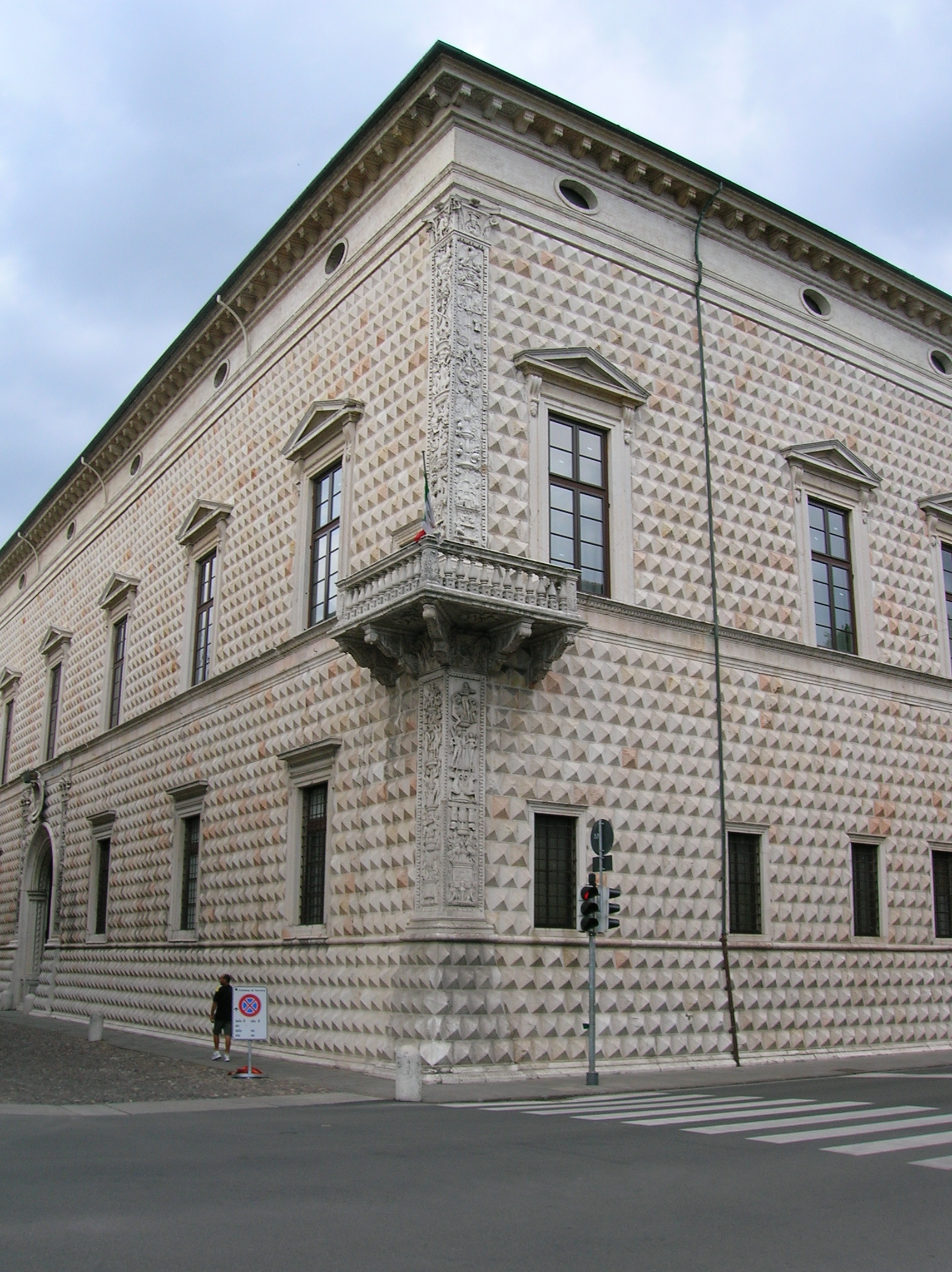
O Palazzo dei Diamanti, na zona central da Addizione Erculea.

A Addizione Erculea (em português:  adição herculeana) é uma grandiosa obra urbanística que se fez em Ferrara, Itália, entre o final do século XV e o início do século XVI, a primeira no seu género em toda a Europa.
Foi encomendada ao arquitecto Biagio Rossetti pelo Duque Hércules I (em italiano Ercole I) do qual recebeu o nome, em 1484, depois do cerco de Ferrara pela República de Veneza. A sua função principal era a de expandir a área citadina e, ao mesmo tempo, reforçar o sistema defensivo da muralha.